# Hans Blom (ämbetsman)
Hans Gunnar Blom, född 3 augusti 1938 i Hässleholms församling i Kristianstads län, är en svensk ämbetsman.

## Biografi
Blom avlade filosofie politices magisterexamen vid Lunds universitet 1965, var anställd vid kansliet i Östergötlands läns landsting 1965–1967 och tjänstgjorde vid länsstyrelsen i Blekinge län 1967–1973. Åren 1973–1996 tjänstgjorde han vid länsstyrelsen i Kristianstads län, därav som länsråd 1992–1996 och som tillförordnad landshövding från och med den 1 juli till och med den 31 december 1996, då länet upphörde. Åren 1997–2004 var Blom länsråd vid länsstyrelsen i Skåne län.
1959 spelade Blom handboll i IFK Kristianstad.